# José Castillo Farreras
José María Castillo Farreras (Rancho Matamoros, Escárcega, Campeche; 23 de octubre de 1930-Ciudad de México, 17 de marzo de 2008) fue un abogado, catedrático y filósofo mexicano.

## Biografía
Realizó sus estudios de secundaria en el Instituto Campechano –famoso en el sureste mexicano porque ahí estudió José Vasconcelos–. El bachillerato lo cursó en la Escuela Nacional Preparatoria 4. Posteriormente se graduó de la Facultad de Derecho y luego de la Facultad de Filosofía y Letras, ambas de la Universidad Nacional Autónoma de México. Finalmente cursó estudios de posgrado de Derecho y Filosofía en la Universidad Central del Ecuador (1960), en el Goethe Institute en Iserlohn y en las universidades de Bonn y de Hamburgo en Alemania (1965).
Participó activamente en el movimiento estudiantil de 1968 y fue nombrado por la ENP 7, miembro de la "Coalición de profesores de enseñanza media-superior y superior pro-libertades democráticas".
Participó en el Congreso Mundial de Filosofía cuando tuvo como sede la Ciudad de México en (1960), con una ponencia sobre "Los valores", misma que después fue publicada en la antigua revista Apum, de la asociación de profesores universitarios de México. Durante el congreso tuvo algunos encuentros con filósofos mexicanos y extranjeros, como Luis Villoro, autor de "Los tres grandes momentos del indigenismo en México"; el marxista polaco Adam Shaft y; el existencialista francés Jean Wahl, entre otros. También participó en varias ocasiones, con ponencias relativas, en el Congreso Mundial de Americanistas, cuando se celebraba en México.
Durante la gestión del Dr. Ernesto Schettino, director general de la ENP, se le consideró "Preparatoriano Ilustre" por la secretaría de difusión cultural.
Fue investigador en el Instituto de Investigaciones Filosóficas de la UNAM, en la administración del Dr. Fernando Salmerón Acevedo. Ahí produjo dos opúsculos, uno sobre Dialéctica del Derecho subjetivo y el otro (un libro, "Las costumbres y el  derecho") sobre Derecho consuetudinario, publicado por la Secretaría de Educación Pública (SEP). También fue profesor adjunto del Dr. Jorge Martínez Ríos en la Facultad de Ciencias Políticas y Sociales, en la materia "Análisis funcional y dialéctico del cambio social". Fue coordinador del colegio de filosofía en el Plantel 7 de la Escuela Nacional Preparatoria. Fue miembro fundador del SPAUNAM y enseguida del STUNAM, colaborando en este último con diversos artículos y publicaciones. Fue presidente de la comisión dictaminadora del colegio de filosofía de la ENP, así como de la comisión revisora del mismo colegio y del de actividades estéticas.
En la década de los noventa obtuvo su primera medalla al Mérito Universitario, máxima distinción que otorga la UNAM a sus académicos. Luego de su fallecimiento obtuvo su segunda presea in memoriam.
Se desempeñó como profesor de tiempo completo del colegio de filosofía durante cincuenta años de las materias de lógica y ética en la Escuela Nacional Preparatoria 7.
Durante sus últimos años de vida, Castillo Farreras, defendió el derecho que tienen las mujeres para abortar y la libertad de los enfermos terminales para morir.
Falleció el 17 de marzo de 2008, a los 77 años de edad en la Ciudad de México. Sus cenizas fueron depositadas en el cementerio, Mausoleos del Ángel.

## Biblioteca José Castillo Farreras
El H. Consejo Técnico de la Escuela Nacional Preparatoria resolvió mediante una comisión especial que, reunió los méritos académicos suficientes para que la biblioteca de la Preparatoria 7 lleve el nombre de José Castillo Farreras. La ceremonia y develación de placa se llevó a cabo el 14 de abril de 2005 al cumplirse el 45.º aniversario de la fundación del plantel.

## Publicaciones

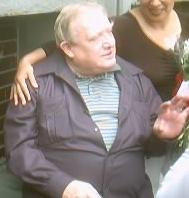
José Castillo Farreras.

Escribió varios libros, así como diversos opúsculos y más de 150 artículos, entre los que sobresalen los siguientes:
- Las costumbres y el derecho. Tiraje de 40 mil ejemplares. Colección SEP/Setentas, No. 107, de la Secretaría de Educación Pública, 1973.[17][18]
- Imagen popular de lo jurídico para el Instituto de Investigaciones Estéticas de la UNAM.
- In Memoriam. Fernando Anaya Monroy. Sobretiro del BBAA, Boletín Bibliográfico de Antropología Americana.
- El ejercicio del Derecho mediante un no- hacer. Sobretiro de la Revista de la Facultad de Derecho.
- Rigor y sentimiento en la cátedra opúsculo, en las Ediciones de La Viga, Primer Lugar en concurso interpreparatoriano para profesores.
- Los valores y la enajenación del hombre. Opúsculo, Ediciones de La Viga.
- El ocio, como modelo para el trabajo. Una utopía realizable. Opúsculo, Ediciones de La Viga, Segundo Lugar en concurso interpreparatoriano de ensayo, para profesores.
- La dialéctica marxista en Índice.
- ¿Cultura o incultura popular libro, en Colección Prepa 7 de las Ediciones de La Viga.
- La enseñanza de la ética en el bachillerato. En Cuadernos de La Viga.
- Estampas de la Preparatoria 7. Libro de memorias del Plantel 7, anecdotario, en sus 30 años, 1990. Ediciones de La Viga, con una "Presentación" del Lic. Salvador Azuela Arriaga, entonces director auxiliar del Plantel 7. Esta obra fue puesta en escena por el director de Teatro y jefe del departamento,  Raúl Ruvalcaba, con su grupo "Rústico" y obtuvo el primer lugar en concurso interpreparatoriano. Al maestro Castillo se le dio una placa alusiva.
- ¡Latinoamérica no es occidental!. Libro, escrito en Alemania, durante su beca, difundido en la Iberoamérica Haus de Bonn y publicada primero con el nombre de Americanidad de América en la revista de estudios sindicales de España y luego como libro en Ediciones de La Viga.
- El saber científico y el desarrollo en Memorias del Congreso Nacional de Sociología.
- Revolución, ocio y cultura popular en colaboración con la historiadora Elena Vázquez. En Memorias del Congreso Nacional de Sociología.
- Nación, nacionalismo y arte en colaboración con el Prof. Claudio Cevallos, artista plástico, en el Gallo Ilustrado, suplemento cultural de El Día.
- Etica y ciencia en los Cuadernos de La Viga.
- La Enseñanza de la Etica en el Bachillerato en los Cuadernos de La Viga.
- In Memoriam. Don Eduardo García Máynez en los Cuadernos de La Viga.
- ¿Cultura o incultura popular? conjunto de pequeños ensayos reunidos  en forma de libro, sobre el tema.
- En torno a los valores intrínsecos en Apum.
- El nacionalismo revolucionario de Don Antonio Caso en la revista Mayéutica, que dirige el Dr. Gustavo Escobar, Premio Universidad Nacional.
- Stefan  Zweig aniversario luctuoso del novelista, en Cuadernos de La Viga.
- Marcuse en su fallecimiento, en Cuadernos de La Viga.
- El darwinismo social en Mayéutica.
- In Memoriam. Doña Virginia Rodríguez Rivera de Mendoza en América Indígena, órgano oficial del Instituto Indigenista Interamericano.
- El comer como una expresión de la cultura popular en América Indígena.
- Alfonso Reyes en Cuadernos de La Viga.
- Gabriela Mistral en  Cuadernos de La Viga.
- Las Ilusiones en Cuadernos de la Viga.
- Hortensia Sánchez Ventre en  Cuadernos de la Viga.
- En el primer número, época II, enero de 1988, inicia la sección "Fuera del Aula", misma que durará muchos años, inicia con una entrevista hecha por el Prof. Castillo sobre "Arte y Artesanía" a don Antonio Hernández, ebanista, y a don Roberto Amelco, tallador del plantel. La publicación de dicha entrevista fue motivo de insatisfacción y enojo de parte de algunos trabajadores que tal vez se sintieron desplazados, pero no fue éste el único suceso similar en el plantel. Cuando Castillo Farreras pretendió que se colocara una placa en homenaje a Isidro López Meza, auxiliar de intendencia y trabajador ejemplar, casi nadie entre los trabajadores defendió la propuesta cuya finalidad, además del homenaje, era la de mostrar que también el trabajo no académico es importante y se le puede realizar con cuidado especial. A Isidro, el profesor Castillo le dedicó un artículo que figura en el libro citado Estampas de la Preparatoria 7.
- Otros escritos del maestro en diversos números de los Cuadernos de La Viga son: "Homenaje a Ramón López Velarde" (No. 2), "Homenaje Gabriela Mistral" (3), "Homenaje a Efraín Huerta".(4), "75 años de Edmundo Valadez" (4), "Oleos y tintas de Jorge O. Bergstrom"  (5), "Amelia Huerta Martínez, del Colegio de Filosofía" (7), "El deber jurídico y su lenguaje" (10) "Eduardo García Máynez, jurista, filósofo y maestro" (13), (En este número se publicó también una "Carta del Dr. Eduardo García Máynez" a José Castillo Farreras a Hamburgo, Alemania y un artículo del Prof. Claudio Cevallos para "José Castillo Farreras: Profesor Preparatoriano"), "Bibliografías amplias" (11), "El Derecho del obligado" (11), "Bases para una reforma universitaria integral" (17), "La guerra: problema ético" (18).